# Rhyacophila formosa
Rhyacophila formosa là một loài Trichoptera trong họ Rhyacophilidae. Chúng phân bố ở miền Tân bắc.